# Jabez Bowen
Jabez Bowen, Sr. (2 de junio de 1739 - 7 de mayo de 1815) fue un naviero, esclavista y político estadounidense. Participó en la Guerra de Independencia de los Estados Unidos como coronel de la milicia, fue vicegobernador y presidente del Tribunal Supremo de Rhode Island.

## Primeros años
Bowen nació en Providence, Rhode Island, siendo hijo de Ephraim Bowen y María Fenner. Su padre fue un destacado médico. En 1757, Bowen se graduó de Yale College.
Se casó el 19 de diciembre de 1762 con Sarah Brown, prima de Moses Brown y John Brown, de la prominente familia Brown (véase Universidad Brown) de Providence. Bowen estuvo muy involucrado con los Brown en el negocio naviero, relacionado con esclavos, melaza, ron y el comercio de porcelana.

## Carrera política
Fue miembro del consejo municipal de Providence de 1773 a 1775, y fue representante en la Asamblea General en 1777. Durante la Revolución de independencia estadounidense, Bowen sirvió en la milicia naval de Rhode Island de 1774 a 1777, así como coronel del Primer Regimiento del Condado de Providence de 1776 a 1777. Sirvió bajo el mando del general de brigada William West, quien más tarde, también serviría como vicegobernador del estado.
Bowen fue vicegobernador de Rhode Island durante siete años, desde mayo de 1778 hasta mayo de 1780, y desde mayo de 1781 hasta mayo de 1786. Fue delegado de la Convención de Annapolis en 1786 y de la Convención Constitucional en 1790.
También se desempeñó como juez de la Corte Superior desde agosto de 1776 hasta mayo de 1778, y se convirtió en presidente de la Corte Suprema en febrero de 1781 tras la muerte de Shearjashub Bourn, cargo que ocupó hasta mayo de 1781. Fue un gran partidario federalista (pro-Constitución) y estuvo en el comité de la ciudad que negoció un final pacífico a la protesta antifederalista de William West el 4 de julio de 1788. Bowen se desempeñó como rector de la Universidad Brown desde 1785 hasta su muerte.

## Vida posterior y muerte
Con su primera esposa Sarah tuvo 11 hijos, uno de ellos Enrique, fue Secretario de Estado de Rhode Island de 1819 a 1849. Tras enviudar, se casó con Peddy Leonard el 21 de mayo de 1801, pero no tuvieron hijos.
Fue masón en la Logia St. Juan #1 de Providence, y sirvió como Maestro de la logia desde 1779 hasta 1790, y sirvió como Gran Maestro en Providence desde 1794 hasta 1798. Bowen fue elegido miembro de la Sociedad Americana de Anticuarios en 1814.
Murió el 7 de mayo de 1815 en Providence, y está enterrado en el cementerio Swan Point de dicha ciudad.
Su mesa de té de caoba se encuentra actualmente en el Finca rural y museo Winterthur en Delaware. Fue fabricada en 1763 por John Goddard en Goddard y Townsend en Newport (Rhode Island).